# Eckmühli csata
Az eckmühli csata, németül eggmühli csata 1809. április 21–22. között zajlott le az ötödik koalíciós háború idején, és fordulópontot jelentett az 1809-es hadjárat menetében. Napóleon még felkészületlen volt a hadjárat kezdetekor, 1809. április 10-én, így az osztrákok kezében volt a stratégiai előny. Károly főherceg vezetésével támadást indítottak, de a Louis Nicolas Davout marsall által vezetett III. hadsereg makacs ellenállásának és a François Joseph Lefebvre bajor hadseregének köszönhetően Napóleon több csatában legyőzte az osztrákokat és visszavette a kezdeményezést.

## Előzmények

### A stratégiai helyzet
A csaták és hadműveletek egy ötven mérföldes fronton Regensburgtól Pfaffenhofenig zajlottak, amely egy hegy-völgyes, erdős terep, így sem a francia, sem az osztrák fél nem rendelkezett megfelelő hírszerzési adatokkal az ellenfél erejéről, vagy szándékairól. Feltételezve, hogy az osztrák hadsereg nagy részét annak érdekében vetették be, hogy fedezni tudják a landshuti hídfőállást és Bécsbe vezető utat, 1809. április 20-án Napóleon délnyugat felé indította el seregét. Az eredmény az abensbergi csata lett, ami egyértelmű francia győzelmet hozott. Ezt követően Napóleon elrendelte, hogy Davout III. hadserege és Lefebvre bajor VII hadteste folytassa a támadást és zúzza szét az osztrák hadsereget.
A francia támadás azonban csak megosztotta az osztrák hadsereget, különválasztva a bal oldaltól, amely az V., VI. és II. tartalék hadtestből állt. Két hadtestet, a III.-at és IV.-et, visszavonták a Károly főherceg vezetésével északra, a kilenc mérföld hosszan húzódó vonalra a Duna melletti Abbachtól, Gröss Laber melletti Eckmühlig. Ennél is fontosabb, hogy a francia császár nem tudta, hogy osztrákok 1809. április 20-án bekerítették és foglyul ejtették a regensburgi francia helyőrséget és elfoglalták a stratégiai jelentőségű hidat a Dunán. A regensburgi híd elfoglalása lehetővé tette Károly főhercegnek, hogy felvegye a kapcsolatot saját jobbszárnyával, Bellegarde lovassági tábornok I. és Kollowrat II. hadtestével, amelyeket eddig a Duna választott el az osztrák hadsereg többi részétől.

### Haditervek
Miután a regensburgi hidat elfoglalták, Károly főherceg már nem tartotta szükségesnek a landshuti hídfő megvédelmezését, ehelyett átcsoportosította fennmaradó erőit úgy, hogy bekerítse és megsemmisítse Davout csapatait. Hohenzollern herceg tábornagy III. hadteste (kb. 15 700 katona és Rosenberg marsall IV. hadteste (kb. 21 460 katona) is, az osztrák balszárnyon) Davout serege ellen fordultak, míg Kolowrat tábornagy friss II. hadteste (kb. 28 168 katona), az elit gránátosok és a Liechtenstein tartalékhadosztály vértesei Regensburgtól dél felé vonultak, és Davout seregének balszárnyát támadták. Érthetetlen módon nem adták át a parancsot Bellegarde-nak, így a I. osztrák hadtest(kb. 27 653 katona) a Duna északi partján kimaradt az ütközetből, és nem játszott szerepet a további harcokban.
A maga részéről Napóleon burkolt szándéka az osztrák haderők visszaűzése és megsemmisítése volt délnyugat felé, Landshut irányába és átkelni az Isar folyón. A II. és IV. hadsereg (kb. 57 000 katona Masséna tábornagy parancsnoksága alatt) megindult, hogy Landshutnál átkeljen az Isar folyón, és meggátolja az osztrákok az átkelését a déli partra. Eközben Lannes az „ideiglenes hadsereggel”, a VII. württembergi alakulattal, ami a VII. hadtestből és két vértes divízióból (kb. 51 000 katonából) állt, üldözte az ellenséget, hogy megsemmisítse a hátráló osztrákokat. Az ellenség maradványainak felszámolása, ami Napóleon gondolata volt, a „három ezred zárótüzével” Davoutra bízta, noha a III hadtest több mint felét eredetileg Lannes hozta létre. Annak ellenére, hogy Davout jelentései az ellenkezőjét bizonyították, Napóleon elrendelte, hogy indítsák meg a támadást az osztrákok ellen reggel, azzal a kikötéssel, hogy a Lefebvre kimerült alakulata támogassa őt, ha szükséges. (Összesen mintegy 36 000 embert számlált mindkét alakulat).

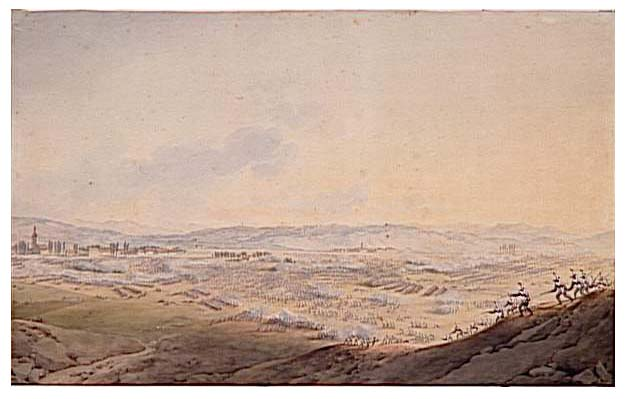
Az eckmühli csata (Giuseppe Pietro festménye)

## A csata
Az osztrákok támadás vezető erői belefutottak Montbrun elszánt lovasságába, akinek sikerült csökkenteni a támadás lendületét, köszönhetően a dombos és erdős terepnek. Rosenburg osztrák tábornok számára komoly aggodalomra adott okot, amikor rájött, hogy Davout csapatai nem mozognak, és a jelenleg folyó harcban joggal feltételezheti, hogy több francia sereg is úton van. Ezek a csapatok meg is érkeztek, és félresöpörték Rosenburg oldalvédjét. Napóleon buzgón mozgatta seregét délután 2 és este 10 között, és így ezek katonák 18 mérföldre északra meneteltek pár rövid óra alatt, és megerősítették Davout seregét, gyorsabban odaérve, mint a császár ígérte.
A támadás elővédjét a német csapatokkal Vandamme generális vezette, ezek a katonák átviharzottak az eckmühli hídon és elfoglalták a város kastélyát is az erős osztrák ellenállás dacára. Ekkor indult az osztrák centrum Davout erői ellen Unterlaichling falunál és észak felé, az erdőknél. A híres 10. Legere ezred kapcsolódott be az erdők körüli ádáz harcokba, de végül Deroy vezetésével a bajorok erősítést küldtek és sikerült a pozíciókat elfoglalni. Észak-Unterlaichlingban Davout csapatai Louis Friant és St. Hilaire vezetésével folyamatosan nyomták vissza Oberlaichling védőit a környező erdőkbe, és átgázoltak egy magyar gránátosok által védett félelmetes sáncon. Károly főherceg általános visszavonulást rendelt el.
A harc most a lovas hadosztályokra hárult, az osztrákok úgy próbálták meg kiszabadítani hadseregüket, hogy ne veszítsenek túl sok foglyot. Talán a Habsburg-hadsereg legjobb könnyűlovassága: a Vincent Chevaulegers és a Stipsic huszárság foglalta el a Bettelberg gerinc vonalát Eckmühl és az unterlaichingi erdők között. Ezek elit egységek lekaszabolták német könnyű lovasságot, mielőtt megállította volna őket a bajor gyalogság. Napóleon állhatatos maradt abban, hogy el kell a pozíciót foglalni, és elrendelte a két nehézlovassági divízió előrenyomulását St. Sulpice és Nansouty vezetésével. Ezeket a lovasokat megsorozta az osztrák tüzérség, mégis sikert értek el annak ellenére, hogy csak karddal tudtak harcolni.
A visszavonulás első szakasza véget ért ugyan, de maga a csata még nem ért véget. Az osztrákok találtak egy ellenállási pontot az úton és utasítást kaptak arra, hogy abból próbálják megakasztani a francia előrenyomulást. Három francia vértesezred által támogatott további német könnyű lovasság támadott és a kavargó zűrzavar alakult ki. Az osztrákok hősiesen harcoltak, de a franciák túlerőben voltak, ezért vissza kellett vonulniuk. Az összecsapás ezen részében a francia lovasság rajtaütött a szárnyakon, és a többi osztrák lovas északra menekült Regensburgtól nagy sebességgel.

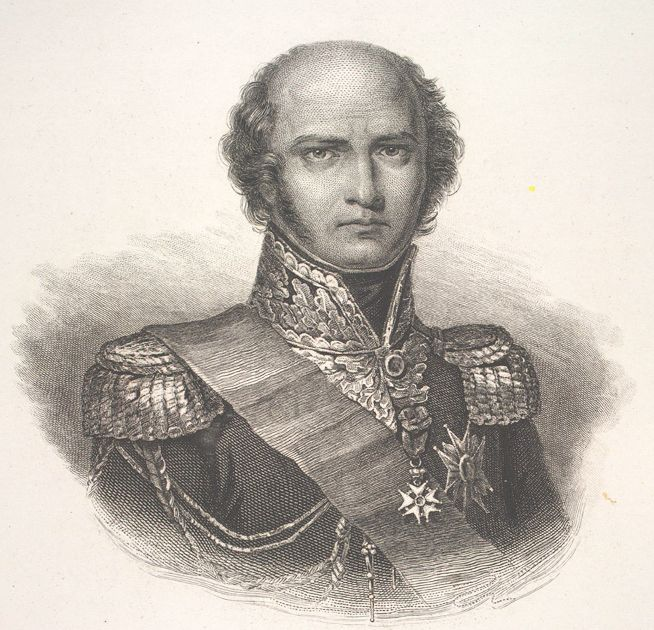
Davout marsall, Eckmühl hercege

## Következmények
A csatát ugyan a franciák nyerték, de ez nem volt döntő győzelem. Napóleon azt remélte, hogy meg tudja törni az osztrák sereget a Duna és Davout hadserege között, de nem tudta, hogy az ellenség Regensburgot fenyegeti és megszökött a folyón át. Mindamellett a saját 6 000 fős veszteség mellett 12 000 főnyi veszteséget okozott az osztrákoknak. A francia császárnak teljesen át kellett szerveznie a seregét észak-déli tengelyről kelet-nyugati irányba. Ez a hadjárat vezetett aztán Regensburg elfoglalásához, az osztrákok kivonulásához Dél-Németországból és végül Bécs elestéhez.
A győztes csatáért a francia császár Davout marsallt Eckmühl hercegévé (Prince d’Eckmühl) emelte.

## Fordítás
- Ez a szócikk részben vagy egészben  a   Battle of Eckmühl című angol Wikipédia-szócikk fordításán alapul.  Az eredeti cikk szerkesztőit annak laptörténete sorolja fel. Ez a jelzés csupán a megfogalmazás eredetét és a szerzői jogokat jelzi, nem szolgál a cikkben szereplő információk forrásmegjelöléseként.